# 슈탄스
슈탄스(독일어: Stans)는 스위스 니트발덴주의 주도로, 면적은 11.09km2, 높이는 452m, 인구는 7,961명(2010년 기준), 인구 밀도는 719명/km2이다.
1172년 문헌에 처음 등장했으며 1798년 프랑스 군대가 스위스를 침공하던 당시에 헬베티아 공화국 진영에 합류했다. 교육인 요한 하인리히 페스탈로치가 고아들을 위한 학교를 설립한 곳이기도 하다.

## 역사

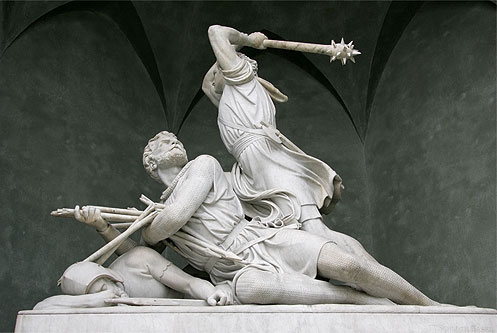
오놀드 폰 빈켈리드 기념관; by 페르디난트 슐뢰스

슈탄스는 전체 니트발덴 계곡에서 가장 오래된 정착지 중 하나이다. 인간 정착의 첫 번째 흔적은 기원전 2세기로 거슬러 올라간다. 로마 시대에는 일부 갈로로마인의 화장터 또는 장례식 장작더미와 슈탄스라는 이름의 라틴어 어근(stagnum은 웅덩이 또는 구덩이를 의미함)을 제외하고는 정착의 증거가 거의 없다.
7~8세기에 알라마니족이 이 지역에 정착했다. 기독교 알라마니는 AD 750년경에 슈탄스에 최초의 교회를 지었다. 이 카롤링거 시대 이전 교회는 엥겔베르크 계곡 전체의 교구 교회로 사용되었다. 이 교회는 1647년 마침내 성 베드로와 바울 교회로 대체될 때까지 여러 번 확장되었다.
슈탄스는 1124년에 처음 언급되었다. 1291년까지 운터발덴이 우리 및 슈비츠와 합류하여 스위스 연방이 되었을 때, 슈탄스는 이미 니트발덴의 절반이 될 운터발덴 니드 뎀 케른발트(Unterwalden nid dem Kernwald)로 알려진 부분의 주도였다.
1386년 젬파흐 전투에서 슈탄스의 병사 아놀드 폰 빈켈리드가 스위스를 승리로 이끈 합스부르크 군대의 창에 몸을 던졌다는 이야기가 돌았다. 그러나 전투 후 150여 년이 지나서 그의 사심 없는 행동에 대한 첫 번째 언급이 나타나고, 1389년 아놀드로 추정되는 사람이 소송의 당사자였기 때문에 그가 전투에서 존재했는지, 사망했는지는 의심스럽다. 그럼에도 불구하고, 이 전설은 슈탄스에 확고히 자리를 잡았고, 기념비와 그의 집이 마을에 위치해 있다.
부르고뉴 전쟁에서 스위스가 승리한 후, 스위스 서약동맹이 도시의 주에서 가장 많은 군대를 공급했기 때문에 수익금의 가장 큰 부분을 차지해야 한다고 주장하면서 내부 갈등으로 거의 와해되었다. 전국의 칸톤은 이에 분개했고 의회(Tagsatzung) 또는 각 칸톤의 지도부는 문제를 해결하기 위해 1481년 슈탄스에서 만났다. 그러나 그들은 문제를 해결할 수 없었고, 전쟁은 불가피해 보였다. 지역 은둔자인 니콜라스 폰 더 플뤼에(Niklaus von der Flüe)는 상황에 대해 자문을 받았다. 그는 자신을 대신해서 의회의 의원들에게 메시지를 전달해 줄 것을 요청했다. 메시지의 세부 사항은 오늘날까지 알려지지 않았지만, 분노를 진정시키고 〈슈탄 조약〉(Stanser Verkommnis, 슈탄저 베르콤니스)을 이끌어내었다. 조약의 일부로 프리부르와 졸로투른이 연맹에 가입했다.
중세 시대에 슈탄스는 7개의 탑으로 보호되었다. 그러나 도시는 탑을 연결하고, 탑을 둘러싸는 벽을 만들지 않았다.

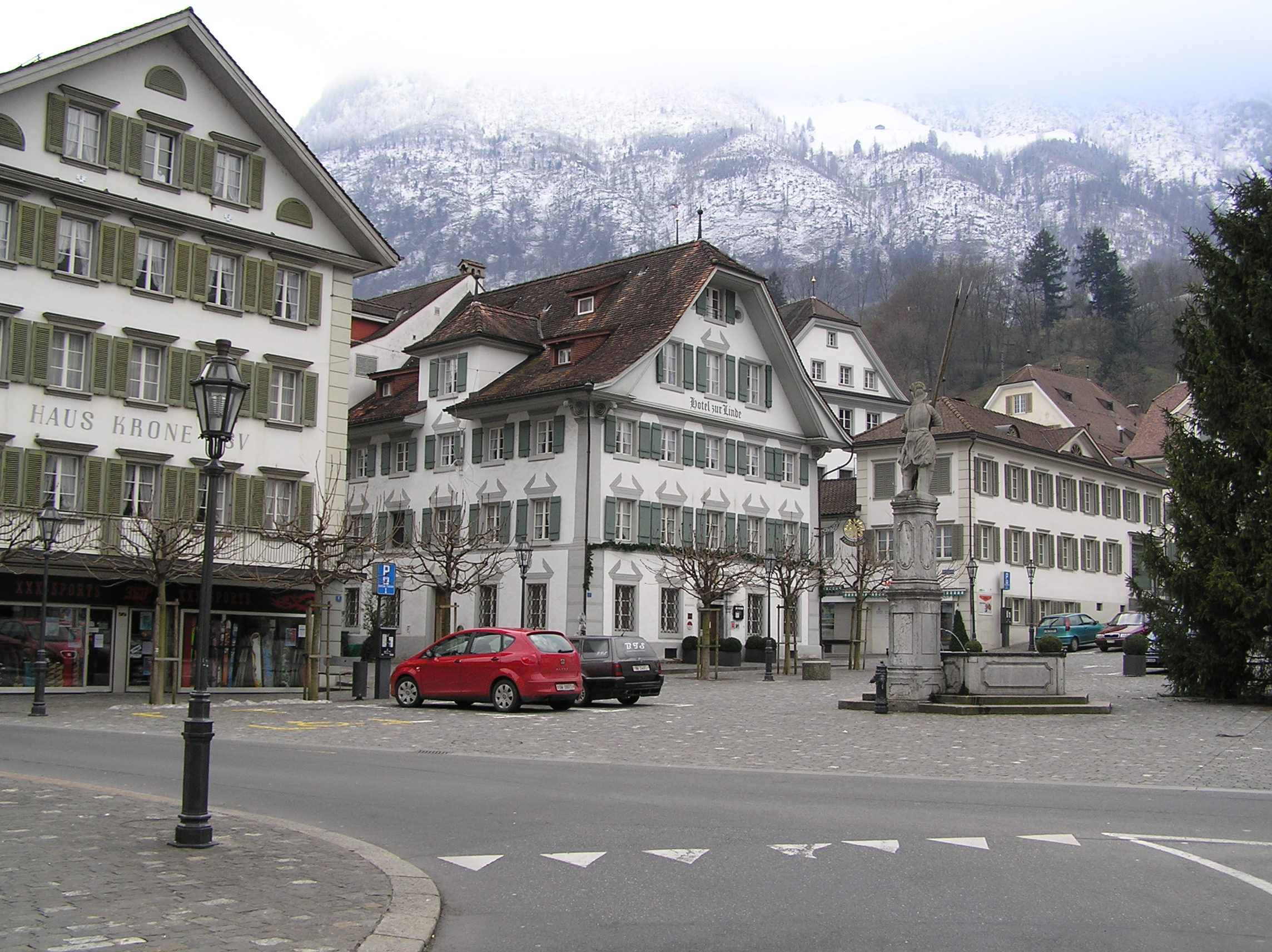
마을광장(Dorfplatz)은 1713년 화재 이후 재건되었다

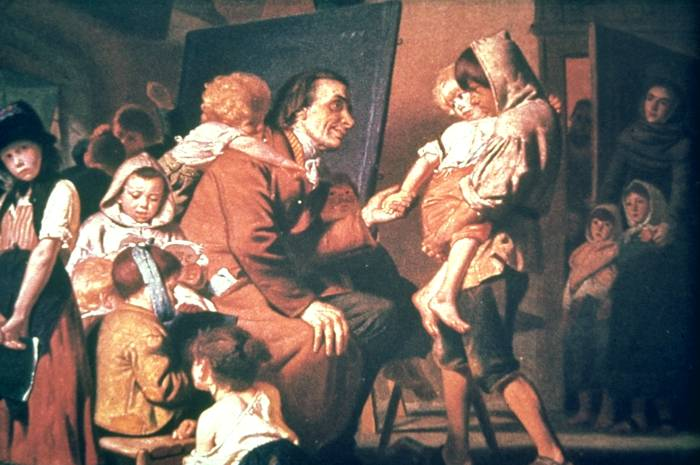
슈탄스의 고아들을 거둔 페스탈로치

1713년에 도시의 3분의 2가 화재로 파괴되었다. 화재 이후 새로운 규정으로 인해 마을 광장( Dorfplatz)이 개방되고 공사가 중단되었다. 바로크 양식의 가옥과 시청사(Rathaus)로 둘러싸인 크고 개방된 광장은 화재와 재건의 결과로 생겼을 것으로 추정된다.
1798년 슈탄스는 니트발덴이 헬베티아 공화국의 헌법을 채택하지 않기로 결정한 후 프랑스 군대의 습격을 받았다. 이 사건으로 인해 교육자 요한 하인리히 페스탈로치는 고아가 된 아이들은 그의 첫 학교에 모았다. 그는 성 클라라 수녀원( 1621-1625년에 건축됨)을 아이들을 위한 학교로 개조했다. 그러나 이듬해 프랑스군이 건물을 요구해 고아 학교가 갑자기 폐쇄될 때까지만 학교를 운영했다. 1814년, 나폴레옹의 중재법이 무너진 후, 니트발덴은 주에 귀속된 토지를 회수하며 앙시앵 레짐 정부 체제로의 복귀를 시도했다. 슈탄스와 니트발덴의 나머지 지역은 연방군이 도시로 진군하자 그들의 귀속된 땅을 포기했다. 슈탄스와 니트발덴의 나머지 사람들은 1845년 존드분트(스위스 통일전쟁)에 합류했고, 1847년 존더분트 전쟁에 참전했다.
20세기에 현대 기술과 교통은 슈탄스를 변화시켰다. 1893년 슈탄스는 증기선으로 루체른의 철도망에 연결되었다. 1964년에 루체른-슈탄스-엥겔베르그 철도가 개통되었고 1966년에 A2 고속도로(바젤에서 키아소까지 이어지는 스위스의 주요 남북축)가 건설되었다.
야외 집회 란츠게마인데(Landsgemeinde)가 1997년 폐지될 때까지 매년 슈탄스에서 개최되었다.

## 지리

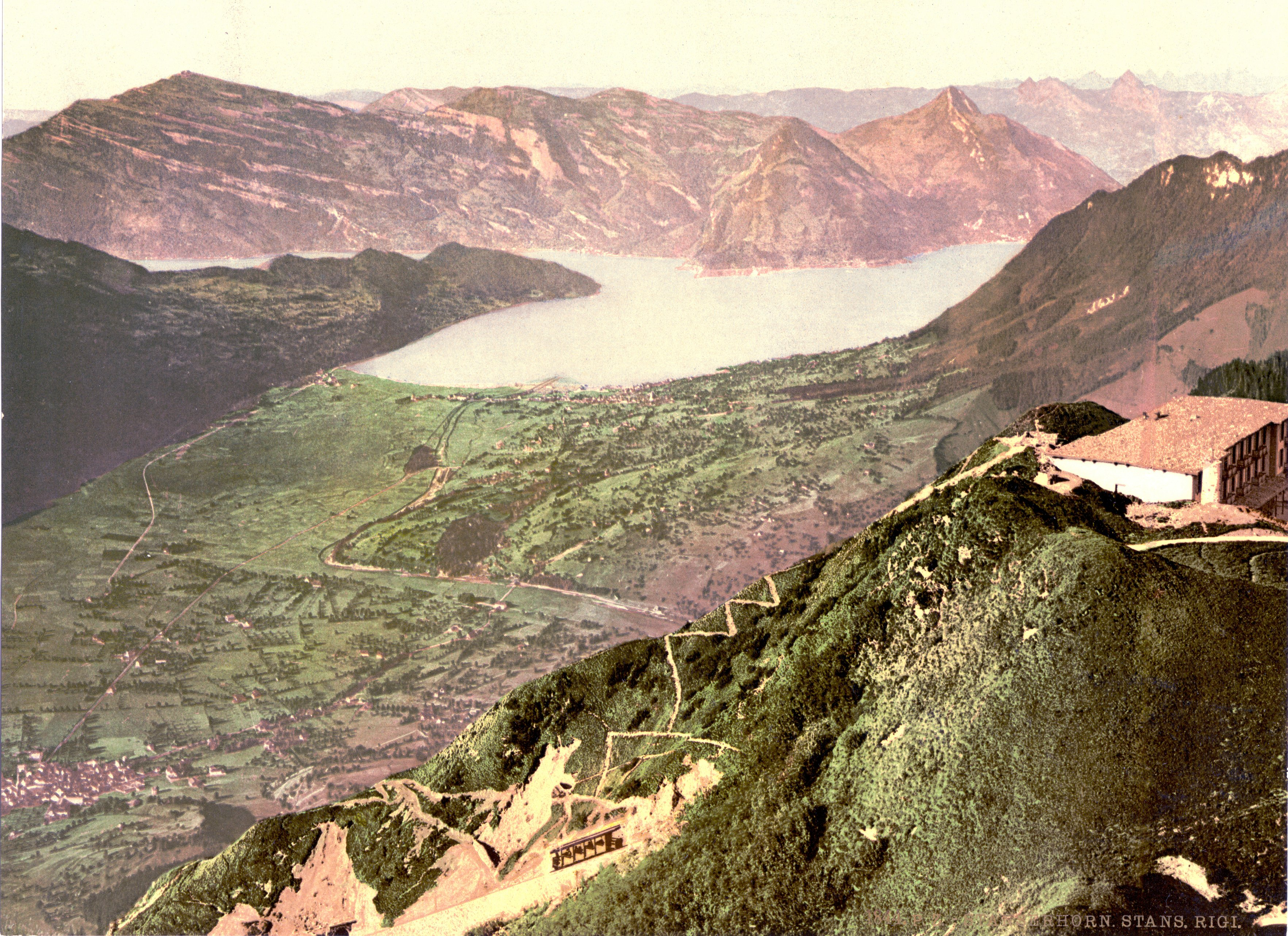
슈탄저호른에서 본 슈탄스, 1890-1905년경

슈탄스의 면적은 11.08k㎡이다. 슈탄스의 경계 내 토지의 대부분은 농업(43.7%)이고 삼분의 일 이상(36.5%)은 삼림이다. 나머지 지역 중 약 17%는 정착지이고 2.6% 미만은 비생산적인 지역(산, 강 또는 빙하)이다. 슈탄스 경계 내에서 가장 높은 지점은 슈탄저호른에 있으며, 해발 1,819m이다. 가장 낮은 지점은 고도가 438m인 프론호펜이다. 마을 광장(Dorfplatz)의 해발 고도는 452m이다.

### 기후
슈탄스의 연간 강우량은 평균 137.7일이며 평균 강수량은 1,224mm이다. 가장 습한 달은 8월로 슈탄스가 13.6일에 평균 166mm의 강수량을 기록한다. 강수량이 가장 많은 달은 6월로 평균 14.2일이지만 강수량은 156mm에 불과하다. 일년 중 가장 건조한 달은 1월로 13.6일 동안 평균 강수량이 65mm이다.

## 인구통계
슈탄스의 인구(2020년 12월 31일 기준)는 8,171명이다. 2007년 기준으로 전체 인구의 9.4%가 외국인이다. 지난 10년 동안 인구는 13.2%의 비율로 증가했다. 대부분의 인구(2000년 기준)는 독일어(91.6%)를 사용하며 이탈리아어가 두 번째로 많이 사용(2.0%)하고 세르보-크로아티아어가 세 번째(1.2%)이다. 2008년 기준으로 인구의 성별 분포는 남성이 48.6%, 여성이 51.4%였다. 2000년 현재 2,816가구 중 1,837가구(약 65.2%)가 1~2인 가구이다. 202명(약 7.2%)은 5인 이상의 대가족이다.
2007년 연방 선거에서 가장 인기 있는 정당은 88%의 득표율을 기록한 FDP였다. 나머지 득표율은 10.8%로 지역 소규모 우익 정당이 득표했다.
슈탄스에서는 인구의 약 75.2%(25-64세)가 비필수 고등교육 또는 추가 고등교육(대학 또는 응용학문대학)을 완료했다.
역사적 인구는 다음의 표와 같다:
| 연도 | 거주인         | 스위스인 | 외국인 |
| ---- | -------------- | -------- | ------ |
| 1970 | 5,445          | 5,022    | 423    |
| 1980 | 5,660          | 5,340    | 320    |
| 1990 | 6,171          | 5,697    | 474    |
| 1995 | nter" \| 6,468 | 5,896    | 572    |
| 2000 | 6,914          | 6,349    | 665    |
| 2005 | 7,512          | 6,875    | 637    |
| 2006 | 7,556          | 6,936    | 620    |
| 2007 | 7,577          | 6,909    | 668    |
| 2008 | 7,784          | 7,050    | 734    |

## 산업
스탠스의 실업률은 1.27%이다. 2005년 기준으로 1차 경제 부문에 89명(1.2%)이 고용되어 있으며이 부문에 약 32개 기업이 참여하고 있다. 2,463명(34%)이 2차 부문에 고용되어 있으며이 부문에 113개의 기업이 있다. 4,601명(65%)이 3차 부문에 고용되어 있으며이 부문에는 496개의 기업이 있다.

## 교통
슈탄스는 루체른–슈탄스–엥겔베르크선의 슈탄스역으로 연결된다. 루체른 S-반 S4 서비스는 루체른을 오가는 시간당 2개의 기차를 제공하며 루체른과 엥겔베르크 사이의 인터레기오 서비스도 슈탄스에서 정차한다.

## 관광

### 슈탄저호른

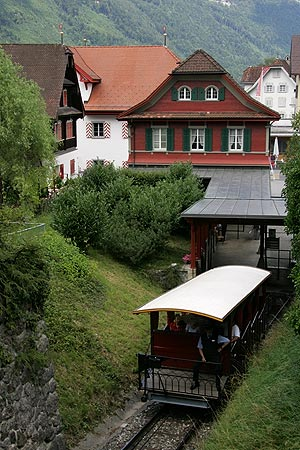
슈탄저호른 계곡역의 삭도

지역 산인 슈탄저호른(1,898m)도 관광 리조트이다. 스위스에서 가장 오래된 산악 철도 중 하나인 슈탄저호른반(1893)과 케이블카를 통해 접근할 수 있다. 슈탄저호른반은 원래 랙 앤 피니언 철도로 건설되었으며 3개의 별도 구간이 있다. 1970년에 상부는 낙뢰로 인한 화재로 파괴되었다. 1975년에 파괴된 상부 구간과 중간 구간은 공중 케이블카로 교체되었다. 슈탄저호른 정상에는 2001년에 지어진 회전식 레스토랑인 론도라마가 있다. 맑은 날 슈탄저호른 정상에서 바라보는 전망은 거의 시야가 100km에 달하며, 10개의 스위스 호수와 독일의 검은 숲이 보인다. 슈탄저 호른 정상 주변에 짧은 하이킹 코스가 있으며, 트레일 근처에는 소수의 마멋이 살고 있다.

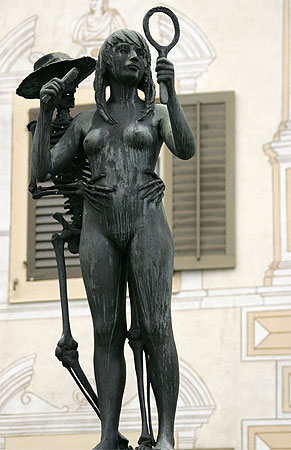
Death and the Maiden, 슈탄스 광장

### 도르프플라츠
1713년 화재 이후 마을 광장(Dorfplatz)은 요제프 에비(Josef Aebi)와 루드비그 가스만(Ludwig Gassmann)의 계획에 따라 1715년에 현재의 통일된 모습으로 완전히 재건되었다. 광장에는 현재 빈켈리드 분수와 조각품 ‘죽음과 처녀’(Der Tod und das Mädchen)가 있다. 빈켈리드 기념물은 로마의 카라라 대리석으로 조각된 후 1865년 보트, 철도와 마차 수송팀에 의해 슈탄스로 배송되었다. 기념물은 고딕 리바이벌 스타일로 페르디난트 슐뢰스(Ferdinand Schlöth)가 조각했다. 죽음과 소녀는 루돌프 브렘이 맡았다.

### 교구 교회
교구 교회인 성 베드로와 바울 교회는 건축가 야콥 베르거(Jakob Berger)에 의해 1641년부터 1647년까지 지어졌다. 교회는 초기 바로크 양식으로 건축되었으며 종탑은 오래된 로마네스크 양식이다. 세 개의 본당 대성당은 이전 교회의 남쪽에 지어졌지만, 더 오래된 종탑은 이 이전 교회의 것이다. 인테리어는 화이트, 골드, 블랙으로 꾸몄다. 단순한 내부 장식은 롬바르디아에서 왔으며 제단 그림은 게오르크 알헬그(Georg Allhelg)가 했다. 교회 옆에는 인근 카푸친 수도원의 2층 예배당과 납골당이 있다.

### 카푸친 수도원

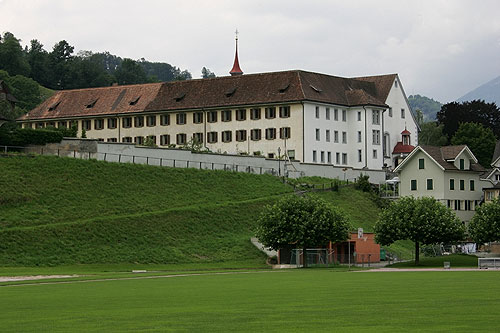
카푸친 수도원

카푸친 수도원은 트렌트 공의회에 파견된 멜시오르 루시(Melchior Lussy)에 의해 1583년 슈탄스에 설립되었다. 처음에는 이 반종교 수도승들의 빈곤, 단순한 습관 및 수염에 대한 저항이 있었다.  1777년에 승려들은 라틴 학교를 열었는데, 이 학교는 1798년부터 1803년까지 헬베티아 공화국에서 억압당했다. 성 피델리스 대학(Kollegium St. Fidelis)은 1895년 수도사들에 의해 지어졌으며, 1988년에 주에서 구입했다. 수도원 교회는 1683년에 지어졌으며 1980년에 개조되었다. 1956년에 멜시오르 루시의 기념비가 성문 근처 수도원에 놓였다.

### 성 클라라 수도원

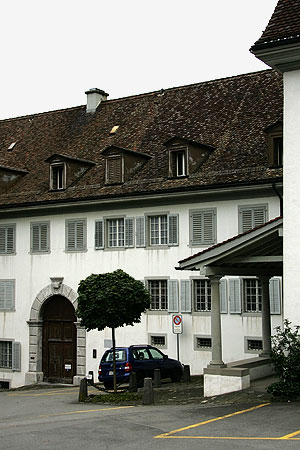
성 클라라 수도원

성 클라라 수도원은 1618년 카트리나(Katharina)와 마리아 구트(Maria Gut)에 의해 설립되었다. 건물은 1621년에서 1625년 사이에 지어졌다. 1799년에 하인리히 페스탈로찌는 수녀원 건물에 고아원과 학교를 설립했다. 수녀원 교회(1723년에 건축됨)는 요한 리츠의 화려한 제단과 요하네스 브란덴부르크의 신비로운 제단 그림이 있는 단순한 구조이다. 교회는 1980년에 개조되었다.  수녀원 묘지에서 길은 근처의 카푸친 수도원으로 이어진다.

### 빈켈리드하우스

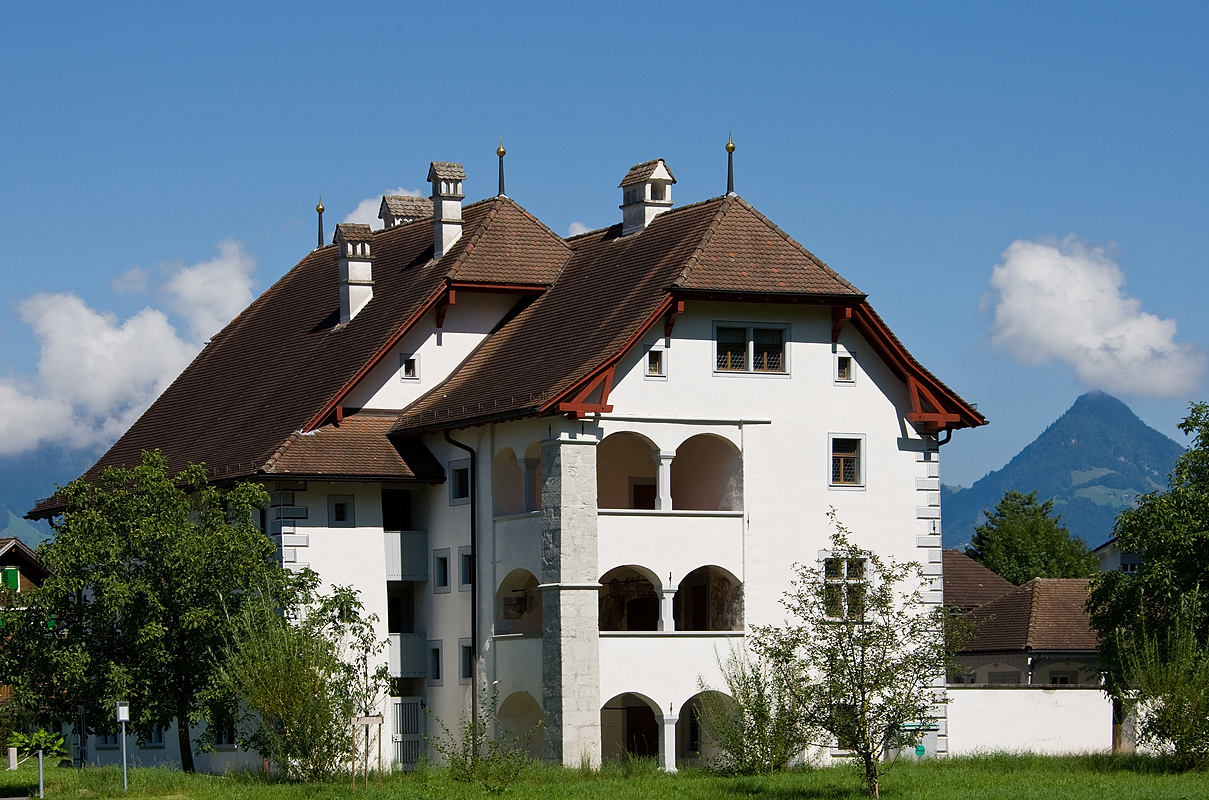
한때 멜시오르 루시가 소유한 빈켈리드하우스, 지금은 문화 관습 박물관

빈켈리드하우스 (Winkelried House)의 일부는 한때 빈켈리드 가문의 집이었으나, 아놀드 폰 빈켈리드(존재했다면)는 그곳에 살지 않았다. 구조의 가장 오래된 부분은 15세기 중반부터 거슬러 올라간다. 초기 집은 비정상적으로 높고 큰 반목조(fachwerk , 알레마니 독일어 : Riegelbau) 건물로, 스위스 중부의 많은 지역에 알려져 있었다. 그러나 그것은 오랫동안 빈켈리드 가문의 소유가 아니었다. 1541년 Lussy 가족이 집을 구입했다. Melchior Lussy의 지휘 아래 고딕 건물은 50년에 걸쳐 훨씬 더 큰 르네상스 맨션으로 개조되었다. 1766년 Landammann (최고 치안판사) Jost Remigi Trachsler가 집을 구입했다. 18세기 후반의 대부분 동안 그는 빈켈리드하우스를 개조하고 집 벽에 여러 로코코 양식의 프레스코를 추가했다. 1815년에 Kayser 가족이 집을 구입하여 1974년에 주에 양도될 때까지 유지했다. 그것은 1983년부터 1991년까지 복원되었으며 그 이후로 문화와 박물관을 위한 박물관이 되었다.

### 잘츠마가친
잘츠마가친(Salzmagazin)은 원래 1700년에 지역 사회를 위해 곡물과 소금을 저장하기 위해 지어졌다. 극장, 중등 학교, 그리고 마침내 박물관. 건축가와 란다만 니콜라우스 카이저(Landammann Nicolaus Keizer)의 문장과 니트발덴 방패와 두 개의 머리 독수리를 가진 두 마리의 사자가 북쪽 박공에서 볼 수 있다.

### 데슈반덴 상
이전 니트발트 주립 은행(Nidwaldner Kantonalbank)의 앞 정원에는 1933년 가을 지역 예술가 멜시오르 파울 폰 데슈반덴(Melchior Paul von Deschwanden, 1811-1881)을 기념하기 위해 세워진 스위스 조각가 아우구스트 슈탄저 블레시 (1903-1979)의 기념비가 있다. 데쉬반덴은 독일 뮌헨에서 나사렛 양식으로 훈련을 받은 당대 가장 영향력 있고 생산적인 종교 화가 중 한 사람으로, 멀리 메릴랜드주 아나폴리스와 켄터키주 코빙턴에 이르는 로마 가톨릭 교회에 그림을 걸었다. 그의 제자 중에는 슈탄스 출신의 아달베르트 바겐스토스(Adalbert Baggenstos, 1863-1897)와 스위스 태생의 미국 초상화 화가 아돌프 뮐러 우리(Adolfo Müller-Ury)가 있었는데 그의 팔에서 1881년 2월 사망했다.